# Danh sách phim điện ảnh Hàn Quốc năm 2024
Đây là danh sách các bộ phim của điện ảnh Hàn Quốc dự kiến phát hành vào năm 2024.

## Doanh thu phòng vé
Các bộ phim Hàn Quốc có doanh thu cao nhất được phát hành vào năm 2024, tính theo tổng doanh thu phòng vé nội địa, như sau:
      Phim đang chiếu
| Thứ hạng | Tiêu đề                  | Đơn vị phân phối                  | Tổng doanh thu nội địa |
| -------- | ------------------------ | --------------------------------- | ---------------------- |
| 1        | Exhuma: Quật mộ trùng ma | Showbox                           | $83,140,371            |
| 2        | Vây hãm: Kẻ trừng phạt   | ABO Entertainment                 | $79,450,123            |
| 3        | Đố anh còng được tôi     | CJ Entertainment                  | $52,307,355            |
| 4        | Chàng nữ phi công        | Lotte Entertainment               | $31,186,022            |
| 5        | Harbin                   | CJ Entertainment                  | $27,460,324            |
| 6        | Hỏa thần                 | By4m Studio                       | $23,789,476            |
| 7        | Bên kia biên giới        | Megabox Plus M                    | $17,494,704            |
| 8        | Vây hãm trên không       | Sony Pictures Entertainment Korea | $12,160,822            |
| 9        | Đẹp trai... thấy sai sai | Next Entertainment World          | $11,976,956            |
| 10       | Bà thím báo thù          | Showbox                           | $11,676,947            |

## Phát hành
- ‡ Bộ phim đã được chiếu công khai trước khi phát hành tại rạp, có thể là thông qua các liên hoan phim, buổi ra mắt hoặc phát hành ở các quốc gia khác.
- * Bộ phim được phát hành thông qua các dịch vụ OTT.

### Tháng 1 – Tháng 3
| Khởi chiếu  | Khởi chiếu | Tiêu đề                        | Tiêu đề tiếng Hàn | Đạo diễn        | Dàn diễn viên                                                                        | Tham khảo |
| ----------- | ---------- | ------------------------------ | ----------------- | --------------- | ------------------------------------------------------------------------------------ | --------- |
| T H Á N G 1 | 10         | Alienoid 2: Đa chiều hỗn chiến | 외계+인 2부       | Choi Dong-hoon  | Ryu Jun-yeol, Kim Tae-ri, Kim Woo-bin                                                | [ 2 ]     |
| T H Á N G 1 | 24         | Bà Thím Báo Thù                | 시민덕희          | Park Young-joo  | Ra Mi-ran, Gong Myung, Yeom Hye-ran, Park Byung-eun, Jang Yoon-ju, Ahn Eun-jin       | [ 3 ]     |
| T H Á N G 1 | 24         | Ms. Apocalypse                 | 세기말의 사랑     | Lim Seon-ae     | Lee Yoo-young, Im Seon-woo, Noh Jae-won                                              | [ 4 ]     |
| T H Á N G 1 | 26         | Thợ săn hoang mạc *            | 황야              | Heo Myung-haeng | Ma Dong-seok, Lee Hee-joon, Lee Jun-young, Roh Jeong-eui                             | [ 5 ]     |
| T H Á N G 2 | 1          | The Birth of Korea             | 건국전쟁          | Kim Deok-young  | Syngman Rhee                                                                         | [ 6 ]     |
| T H Á N G 2 | 7          | Dead Man                       | 데드맨            | Ha Jun-won      | Cho Jin-woong, Kim Hee-ae, Lee Soo-kyung                                             | [ 7 ]     |
| T H Á N G 2 | 7          | Sen boss sum vầy               | 도그데이즈        | Kim Deok-min    | Youn Yuh-jung, Yoo Hae-jin, Kim Yun-jin, Jung Sung-hwa, Kim Seo-hyung, Daniel Henney | [ 8 ]     |
| T H Á N G 2 | 7          | Picnic ‡                       | 소풍              | Kim Yong-gyun   | Na Moon-hee, Kim Young-ok, Park Geun-hyung                                           | [ 9 ]     |
| T H Á N G 2 | 22         | Exhuma: Quật mộ trùng ma ‡     | 파묘              | Jang Jae-hyun   | Choi Min-sik, Kim Go-eun, Yoo Hae-jin, Lee Do-hyun                                   | [ 10 ]    |
| T H Á N G 3 | 1          | Tên tôi là Loh Kiwan *         | 로기완            | Kim Hee-jin     | Song Joong-ki, Choi Sung-eun, Jo Han-chul, Kim Sung-ryung, Lee Il-hwa                | [ 11 ]    |
| T H Á N G 3 | 13         | Dolphin                        | 돌핀              | Bae Du-ri       | Kwon Yu-ri, Gil Hae-yeon                                                             | [ 12 ]    |
| T H Á N G 3 | 27         | Troll Factory                  | 댓글부대          | Ahn Gooc-jin    | Son Suk-ku, Kim Sung-cheol, Kim Dong-hwi, Hong Kyung                                 | [ 13 ]    |

### Tháng 4 – Tháng 6
| Khởi chiếu  | Khởi chiếu | Tiêu đề                  | Tiêu đề tiếng Hàn     | Đạo diễn        | Dàn diễn viên                                                            | Tham khảo     |
| ----------- | ---------- | ------------------------ | --------------------- | --------------- | ------------------------------------------------------------------------ | ------------- |
| T H Á N G 4 | 3          | Yumi's Cells: The Movie  | 유미의 세포들 더 무비 | Kim Da-hee      | Yoon Ah-young, Shin Beom-sik                                             | [ 14 ]        |
| T H Á N G 4 | 10         | Again 1997               | 죽어도 다시 한번      | Shin Seung-hoon | Jo Byeong-kyu, Han Eun-soo, Koo Jun-hoe, Han Seo-joon, Choi Hui-seung    | [ 15 ]        |
| T H Á N G 4 | 24         | A Traveler's Needs ‡     | 여행자의 필요         | Hong Sang-soo   | Isabelle Huppert, Lee Hye-young, Kwon Hae-hyo                            | [ 16 ]        |
| T H Á N G 4 | 24         | Vây hãm: Kẻ trừng phạt ‡ | 범죄도시4             | Heo Myung-haeng | Ma Dong-seok, Kim Mu-yeol, Park Ji-hwan, Lee Dong-hwi                    | [ 17 ] [ 18 ] |
| T H Á N G 5 | 15         | Stalker: Tội ác hoàn hảo | 그녀가 죽었다         | Kim Se-hwi      | Byun Yo-han, Shin Hye-sun, Lee El                                        | [ 19 ]        |
| T H Á N G 5 | 29         | Bẫy nuốt mạng            | 설계자                | Lee Yo-seob     | Gang Dong-won                                                            | [ 20 ]        |
| T H Á N G 6 | 5          | Wonderland               | 원더랜드              | Kim Tae-yong    | Tang Wei, Bae Suzy, Park Bo-gum, Jung Yu-mi, Choi Woo-shik               | [ 21 ]        |
| T H Á N G 6 | 12         | Drive                    | 드라이브              | Park Dong-hee   | Park Ju-hyun, Kim Yeo-jin, Kim Do-yoon, Jung Woong-in                    | [ 22 ]        |
| T H Á N G 6 | 19         | Cabriolet                | 카브리올레            | Cho Kwang-jin   | Keum Sae-rok, Ryu Kyung-soo, Kang Young-seok                             | [ 23 ]        |
| T H Á N G 6 | 19         | The Daechi Scandal       | 대치동 스캔들         | Kim Soo-in      | Ahn So-hee, Park Sang-nam, Jo Eun-yoo, Oh Tae-kyung                      | [ 24 ]        |
| T H Á N G 6 | 21         | Vây hãm trên không       | 하이재킹              | Kim Seong-han   | Ha Jung-woo, Yeo Jin-goo, Sung Dong-il, Chae Soo-bin                     | [ 25 ]        |
| T H Á N G 6 | 26         | Đẹp trai... thấy sai sai | 핸섬가이즈            | Nam Dong-hyeop  | Lee Sung-min, Lee Hee-joon, Gong Seung-yeon, Park Ji-hwan, Lee Kyu-hyung | [ 26 ]        |

### Tháng 7 – Tháng 9
| Khởi chiếu  | Khởi chiếu | Tiêu đề                                    | Tiêu đề tiếng Hàn                 | Đạo diễn       | Dàn diễn viên                                                          | Tham khảo |
| ----------- | ---------- | ------------------------------------------ | --------------------------------- | -------------- | ---------------------------------------------------------------------- | --------- |
| T H Á N G 7 | 3          | Bên kia biên giới                          | 탈주                              | Lee Jong-pil   | Lee Je-hoon, Koo Kyo-hwan, Hong Xa-bin                                 | [ 27 ]    |
| T H Á N G 7 | 12         | Dự án mật: Thảm hoạ trên cầu               | 탈출: PROJECT SILENCE             | Kim Tae-gon    | Lee Sun-kyun, Ju Ji-hoon, Kim Hee-won                                  | [ 28 ]    |
| T H Á N G 7 | 31         | Chàng nữ phi công                          | 파일럿                            | Kim Han-gyeol  | Jo Jung-suk, Lee Ju-myoung, Han Sun-hwa, Shin Seung-ho                 | [ 29 ]    |
| T H Á N G 8 | 7          | Đả nữ báo thù                              | 리볼버                            | Oh Seung-uk    | Jeon Do-yeon, Ji Chang-wook, Lim Ji-yeon                               | [ 30 ]    |
| T H Á N G 8 | 9          | Mission: Cross *                           | 크로스                            | Lee Myeong-hun | Hwang Jung-min, Yum Jung-ah, Jeon Hye-jin                              | [ 31 ]    |
| T H Á N G 8 | 14         | Land of Happiness                          | 행복의 나라                       | Choo Chang-min | Jo Jung-suk, Lee Sun-kyun, Yoo Jae-myung                               | [ 32 ]    |
| T H Á N G 8 | 14         | The Haunted House Special: Red Eyed Reaper | 신비아파트 특별편: 붉은 눈의 사신 | Park Hong-geun | Kim Young-eun, Kim Chae-ha, Shin Yong-woo, Jo Hyeon-jeong              | [ 33 ]    |
| T H Á N G 8 | 14         | Vũ điệu chiến thắng                        | 빅토리                            | Park Bum-soo   | Lee Hye-ri, Park Se-wan, Lee Jung-ha, Jo Ah-ram                        | [ 34 ]    |
| T H Á N G 8 | 21         | Ai oán trong vườn xuân                     | 늘봄가든                          | Koo Tae-jin    | Jo Yoon-hee, Jung In-gyeom, Kim Joo-ryoung, Heo Dong-won, Yoon Ga-hyun | [ 35 ]    |
| T H Á N G 8 | 21         | Anh trai vượt mọi tam tai                  | 필사의 추격                       | Kim Jae-hoon   | Park Sung-woong, Kwak Si-yang, Yoon Kyung-ho                           | [ 36 ]    |
| T H Á N G 8 | 28         | Because I Hate Korea ‡                     | 한국이 싫어서                     | Jang Kun-jae   | Go Ah-sung, Joo Jong-hyuk, Kim Woo-kyum                                | [ 37 ]    |
| T H Á N G 9 | 13         | Đố anh còng được tôi ‡                     | 베테랑2                           | Ryoo Seung-wan | Hwang Jung-min, Jung Hae-in                                            | [ 38 ]    |
| T H Á N G 9 | 13         | Sĩ quan đai đen *                          | 무도실무관                        | Jason Kim      | Kim Woo-bin, Kim Sung-kyun                                             | [ 39 ]    |
| T H Á N G 9 | 18         | By the Stream ‡                            | 수유천                            | Hong Sang-soo  | Kim Min-hee, Kwon Hae-hyo                                              | [ 40 ]    |

### Tháng 10 – Tháng 12
| Khởi chiếu   | Khởi chiếu | Tiêu đề                    | Tiêu đề tiếng Hàn        | Đạo diễn        | Dàn diễn viên                                                                                               | Tham khảo |
| ------------ | ---------- | -------------------------- | ------------------------ | --------------- | --- | --------- |
| T H Á N G 10 | 1          | Đôi bạn học yêu ‡          | 대도시의 사랑법          | Lee Eon-hee     | Kim Go-eun, Noh Sang-hyun                                                                                   | [ 41 ]    |
| T H Á N G 10 | 11         | Chiến tranh, loạn lạc *‡   | 전,란                    | Kim Sang-man    | Gang Dong-won, Park Jeong-min, Cha Seung-won, Kim Shin-rok, Jin Seon-kyu, Jung Sung-il                      | [ 42 ]    |
| T H Á N G 10 | 16         | Gia đình hoàn hảo ‡        | 보통의 가족              | Hur Jin-ho      | Sol Kyung-gu, Jang Dong-gun, Kim Hee-ae, Claudia Kim                                                        | [ 43 ]    |
| T H Á N G 10 | 17         | Dirty Money ‡              | 더러운 돈에 손대지 마라  | Kim Min-soo     | Jung Woo, Kim Dae-myung, Park Byung-eun                                                                     | [ 44 ]    |
| T H Á N G 10 | 23         | Heavy Snow ‡               | 폭설                     | Yoon Su-ik      | Han So-hee, Han Hae-in                                                                                      | [ 45 ]    |
| T H Á N G 10 | 30         | Cười xuyên biên giới       | 아마존 활명수            | Kim Chang-ju    | Ryu Seung-ryong, Jin Seon-kyu                                                                               | [ 46 ]    |
| T H Á N G 11 | 6          | Deadline                   | 데드라인                 | Kwon Bong-geun  | Gong Seung-yeon, Park Ji-il, Jung Suk-yong, Hong Seo-joon                                                   | [ 47 ]    |
| T H Á N G 11 | 6          | Yêu em không cần lời nói   | 청설                     | Jo Seon-ho      | Hong Kyung, Roh Yoon-seo, Kim Min-ju                                                                        | [ 48 ]    |
| T H Á N G 11 | 14         | Ngài quỷ                   | 사흘                     | Hyun Moon-seop  | Park Shin-yang, Lee Min-ki, Lee Re                                                                          | [ 49 ]    |
| T H Á N G 11 | 20         | Hidden Face                | 히든 페이스              | Kim Dae-woo     | Song Seung-heon, Cho Yeo-jeong, Park Ji-hyun                                                                | [ 50 ]    |
| T H Á N G 12 | 4          | Hỏa thần                   | 소방관                   | Kwak Kyung-taek | Joo Won, Kwak Do-won, Yoo Jae-myung, Lee Yoo-young, Kim Min-jae, Oh Dae-hwan, Lee Joon-hyuk, Jang Young-nam | [ 51 ]    |
| T H Á N G 12 | 4          | One Win ‡                  | 1승                      | Shin Yeon-shick | Song Kang-ho, Park Jeong-min, Jang Yoon-ju                                                                  | [ 52 ]    |
| T H Á N G 12 | 11         | Chuyện nhà bánh xếp        | 대가족                   | Yang Woo-suk    | Kim Yoon-seok, Lee Seung-gi, Kim Sung-ryung, Kang Han-na, Park Soo-young                                    | [ 53 ]    |
| T H Á N G 12 | 24         | Cáp nhĩ tân ‡              | 하얼빈                   | Woo Min-ho      | Hyun Bin, Park Jeong-min, Jo Woo-jin, Jeon Yeo-been, Park Hoon, Yoo Jae-myung, Lee Dong-wook                | [ 54 ]    |
| T H Á N G 12 | 31         | Bogota: City of the Lost ‡ | 보고타: 마지막 기회의 땅 | Kim Seong-je    | Song Joong-ki, Lee Hee-joon, Kwon Hae-hyo                                                                   | [ 55 ]    |